# PSO J318.5-22
PSO J318.5-22 (PSO J318.5338−22.8603) — підтверджений позасонячний об'єкт і кандидат у планети, який не обертається навколо зорі.
Об'єкт знаходиться приблизно в 80 світлових роках від Землі й належить до рухомої групи зірок Бети Живописця. PSO J318.5-22 була відкрита в 2013 році при обробці зображень, отриманих телескопом панорамного огляду Pan-STARRS PS1, а потім підтверджена при спостереженні з гавайських телескопів «Канада-Франція-Гаваї» (CFHT) і «Джеміні-Північ». Передбачуваний вік об'єкта — 12 млн років, що відповідає віку групи Бети Живописця.

Керівник дослідницької команди, доктор Майкл Лью (Michael Liu) з Інституту астрономії Гавайського університету, заявив:
Ми ніколи раніше не спостерігали об'єкт, вільно плаваючий у космосі, який виглядав би подібним чином. У нього є всі характеристики молодих планет, знайдених навколо інших зірок, але цей дрейфує на самоті.
За спостережуваними характеристиками об'єкт схожий на молодий газовий гігант. Температура на поверхні —  +885 °С.